# Sylligma
Sylligma is een geslacht van spinnen uit de  familie van de Thomisidae (krabspinnen).

## Soorten
- Sylligma cribrata (Simon, 1901)
- Sylligma hirsuta Simon, 1895
- Sylligma lawrencei Millot, 1942